# Такер, Герберт Сирил
Герберт Сирил Такер (англ. Herbert Cyril Thacker; 16 сентября 1870, Пуна, Британская Индия, Британская империя — 2 июня 1953, Виктория, Британская Колумбия, Канада) — канадский военный деятель, генерал-майор армии Канады, начальник Генерального штаба Канады (1927—1928). Компаньон ордена Бани, ордена Святого Михаила и Святого Георгия, ордена «За выдающиеся заслуги».

## Биография
Герберт Сирил Такер родился 16 сентября 1870 года в Пуне, Британская Индия. Он был сыном генерал-майора Бомбейского штабного корпуса Джона Такера и его жены Эмили. Младший брат — Персиваль Эдвард Такер, дослужившийся до генерал-майора. Принадлежал к Церкви Англии.
В 1884 году окончил колледж Верхней Канады в Торонто, а в 1891 году — Королевский военный колледж Канады в Кингстоне.
В 1891 году в звании второго лейтенанта поступил на службу в Королевский полк канадской артиллерии. 10 октября 1893 года получил звание лейтенанта. Как инженер занимался исследовательскими работами для Канадской тихоокеанской железной дороги на западе Канады. В 1898—1899 годах во время золотой лихорадки служил при полевых силах Юкона, будучи временно повышенным до капитана. В 1899—1900 годах в качестве адъютанта бригады канадской полковой артиллерии принял участие в англо-бурской войне. Был награждён медалью королевы с тремя пряжками. 1 марта 1901 года повышен в звании до капитана. В 1902 году временно повышен до майора. В 1903 году прошёл артиллерийский штабной курс в Шоберинессе, Англия.
В 1904—1905 годах во время русско-японской войны служил при Императорской армии Японии в качестве военного атташе, став первым канадским офицером на такой должности. Был единственным канадским офицером, входившим в британскую имперскую группу военных атташе и наблюдателей во главе с генералом Уильямом Николсоном, направленную на русско-японский фронт вместе с несколькими офицерами из Франции, Германии, Испании и США. Был приставлен к 2-й армии и вместе с другими военными атташе наблюдал за действиями японских войск на поле боя, в частности в битве при Шахэ. Не застал конца войны и поражения русских войск из-за срочной эвакуации в Канаду по причине болезни. Тем не менее, отправка Такера в качестве первого канадского военного атташе и наблюдателя на русско-японскую войну оказалась одним из первых и нерешительных шагов по выходу Канады на арену международных отношений. По решению японского императора был награждён орденом Священного сокровища 4-го класса и военной медалью почёта. Впоследствии, по настоянию начальника Генерального штаба бригадного генерала Перси Лейка выступал перед канадскими военнослужащими с лекциями о русско-японской войне.
22 октября 1904 года прикреплён к 1-й роте Королевской канадской гарнизонной артиллерии в Квебеке, а 1 мая 1905 года повышен в звании до майора. В 1907—1911 годах был директором Артиллерии при штаб-квартире Милиции, а в 1911—1915 годах — командиром Королевской канадской гарнизонной артиллерии и инспектором Артиллерии береговой обороны. Проживал в резиденции командующих в Королевском артиллерийском парке в Галифаксе.
После начала Первой мировой войны вступил в Канадские экспедиционные силы, служил в 1-й Канадской дивизии. В 1914—1915 годах командовал 2-й канадской дивизионной артиллерией. 19 сентября 1915 года назначен на должность командира 1-й канадской дивизионной артиллерии, на котором пробыл до конца войны.

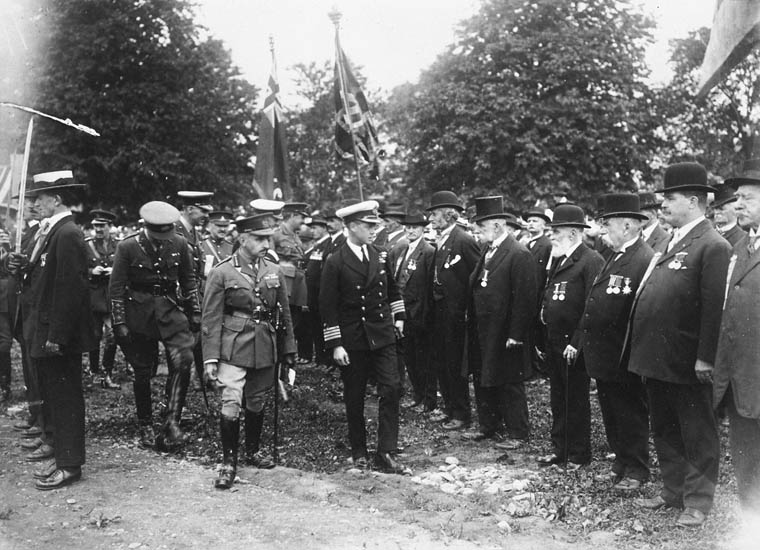
Генерал-майор Такер и принц Уэльский перед ветеранами, Галифакс, 17 августа 1919 года

22 сентября 1915 года из звания подполковника повышен до бригадного генерала. Находился во Франции и Фландрии, был под Ипром, на Сомме, при Вими, холме 70, Пашендейле, Аррасе. Под командованием генерала Артура Карри участвовал в битве при Амьене. Также был на линии Дрокур-Кеан и Северном канале.
3 июня 1916 года возведён в звание Компаньона ордена Святого Михаила и Святого Георгия, 3 июня 1918 года — ордена «За выдающиеся заслуги», а 3 июня 1919 года — ордена Бани. Семь раз был упомянут в донесениях, в том числе от сэра Дугласа Хейга.
1 июля 1919 года назначен на должность командующего 6-м военным округом. Снова переехал в Королевский артиллерийский парк. В 1919 году принимал принца Уэльского во время его визита в Галифакс. 3 мая 1921 года получил звание генерал-майора. С 1 июня 1927 года по 31 декабря 1928 года занимал пост начальника Генерального штаба Канады, недолго пробыв в этой должности по причине плохого здоровья.
В 1929 году ушёл в отставку с военной службы. Состоял членом нескольких клубов в Великобритании и Канаде, в том числе «Rideau» — для канадской элиты. Последние годы жил на западе Канады. Был женат.
Герберт Сирил Такер скончался 2 июня 1953 года в возрасте 82 лет в Королевском юбилейном госпитале в Виктории, Британская Колумбия. Прощальная панихида прошла в Соборе Церкви Христовой, служил декан Колумбии Филип Битти. Похоронен в парке Роял-Ок.